# Ed Head
Edward Marvin "Ed" Head, född den 25 januari 1918 i Selma i Louisiana, död den 31 januari 1980 i Bastrop i Louisiana, var en amerikansk professionell basebollspelare som spelade fem säsonger i Major League Baseball (MLB) 1940, 1942–1944 och 1946. Head var högerhänt pitcher.
Head spelade endast för Brooklyn Dodgers. Totalt spelade han 118 matcher i MLB och var 27–23 (27 vinster och 23 förluster) med en earned run average (ERA) på 3,48 och 208 strikeouts.

## Uppväxt
Head var i sin ungdom en lovande vänsterhänt pitcher, men när han var 17 år gammal var han med om en bussolycka då hans vänsterarm skadades svårt. Han råddes att amputera armen men vägrade, och det visade sig att armen kunde räddas. Den kunde dock inte längre användas som kastarm i baseboll. Han bestämde sig då för att lära sig att kasta med höger arm i stället.

## Karriär

### Philadelphia Athletics
Efter fyra års idogt tränande på att kasta med höger arm hade Head blivit tillräckligt bra för att få ett proffskontrakt med Philadelphia Athletics 1939. Där fick han spela för en farmarklubb på den lägsta nivån.

### Brooklyn Dodgers

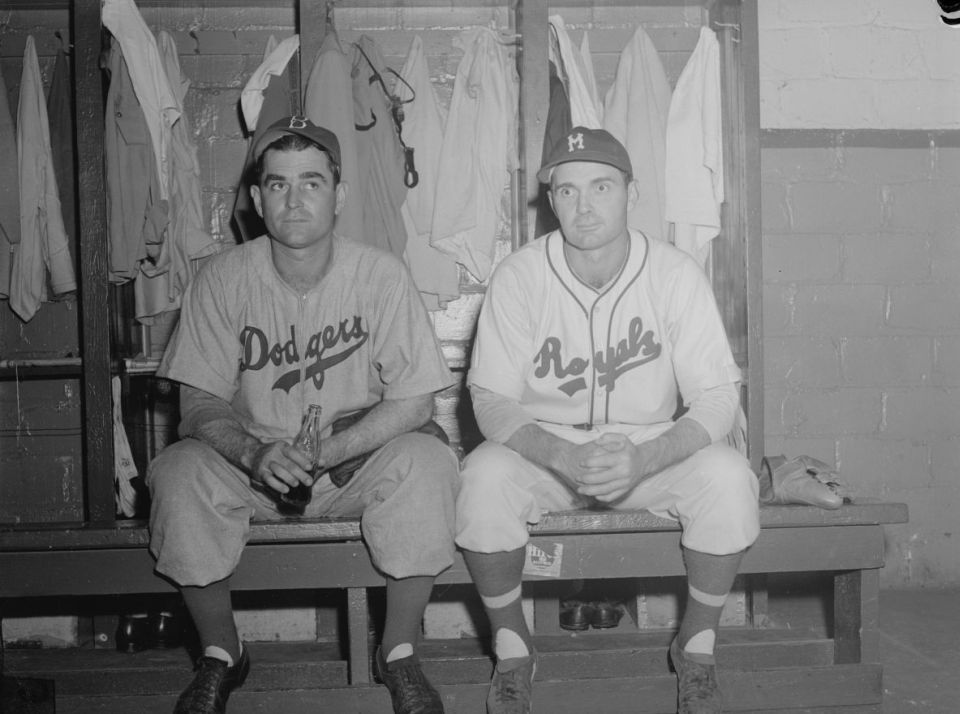
Head (till vänster) och Lew Riggs i Montreal 1946.

Head gjorde så bra ifrån sig att han året efter köptes av Brooklyn Dodgers. Redan det året, den 27 juli, debuterade han för Dodgers i MLB och var på 13 matcher den säsongen (varav fem starter) 1–2 med en ERA på 4,12.
1941 spelade Head enbart för en farmarklubb, men 1942 blev han ordinarie i Dodgers och var 10–6 med en ERA på 3,56 på 36 matcher (15 starter). Året efter fick han äran att starta Dodgers första match för säsongen och var totalt 9–10 med en ERA på 3,66 på 47 matcher (18 starter).
Mitt under 1944 års säsong blev Head inkallad till USA:s armé. Fram till dess var han 4–3 med en ERA på 2,70 på nio matcher (åtta starter). Han var borta från spel under hela 1945, men i sin första match 1946 pitchade han en no-hitter den 23 april mot Boston Braves. Några veckor senare blev han skadad i armen och hans spel försämrades. Han spelade sin sista match för Dodgers den 25 augusti. Head var 1946 på 13 matcher (sju starter) 3–2 med en ERA på 3,21. Året efter blev hans sista som proffs, men han fick bara spela i farmarligorna.

## Efter karriären
Efter spelarkarriären var Head under 1948–1956 års säsonger tränare för olika farmarklubbar i Minor League Baseball.

## Privatliv
Head gifte sig med Johnnie Mae Womack sommaren 1940. Paret fick sonen Rickey dagen före Heads no-hitter i april 1946 och fick senare ytterligare två söner.
Head bodde efter basebollkarriären i Bastrop i Louisiana, där han avled 1980 vid 62 års ålder.